# Runrig
Runrig è un gruppo folk scozzese fondato dai fratelli Rory e Calum MacDonald nel 1973 nelle Ebridi Esterne della Scozia. La band è popolare in tutto il Regno Unito, la Danimarca e la Germania ed è noto per aver unito canzoni tradizionali gaeliche con le musicalità rock.

## Storia del gruppo
Il primo album dei Runrig viene prodotto nel 1978 col titolo di Play Gaelic.
Il secondo album, The Highland Connection, viene messo in commercio un anno dopo dall'etichetta del gruppo stesso, la Ridge Record; è qui che si trova la versione originale di Loch Lomond, la canzone di chiusura di ogni concerto dei Runrig.
La svolta artistica avviene con Recovery nel 1981, che tratta le tematiche politiche della comunità gaelica scozzese. In seguito con Heartland nel 1985 Runrig appare nel mercato discografico principale, e da qui giunge a produrre, sotto un'etichetta commerciale (la Chrysalis), l'album Cutter and the Clan (nel 1987).
Dal 1987 al 1997 il gruppo entra nel suo periodo di maggior successo in Gran Bretagna, durante il quale raggiunge le vette delle classifiche britanniche e tiene svariati concerti, tra cui quello a Loch Lomond.
Nel 1997 il cantante Donnie Munro lascia la banda per intraprendere la carriera. I rimanenti membri del gruppo pensano inizialmente allo scioglimento, ma dopo una lunga ricerca sostituiscono Donnie con il cantante canadese Bruce Guthro.
Nel 2001 Peter Wishart, il tastierista del gruppo, lascia la band dopo esser stato eletto Membro del Parlamento per il Partito Nazionale Scozzese. Nel 2005 viene nuovamente eletto in Parlamento, e viene sostituito da Brian Hurren nel gruppo.
La popolarità dei Runrig è diminuita rispetto al periodo d'oro, ma rimane comunque una band attiva sia con frequenti concerti sia dal punto di vista discografico; continua infatti a produrre album con la sua etichetta Ridge Records.
Bruce Guthro è deceduto il 5 settembre 2023 per cancro.

## Membri attuali
- Rory MacDonald (autore dei testi, basso e voce) (nato il 27 luglio 1949 a Dornoch, Scozia)
- Calum MacDonald (autore dei testi e percussioni)
- Malcolm Jones (chitarra, flauto di Pan, fisarmonica)
- Iain Bayne (percussioni)
- Bruce Guthro 1961-2023 (voce e chitarra)
- Brian Hurren (tastiere e voce)

## Membri iniziali del gruppo
- Peter Wishart (tastiere)
- Donnie Munro (voce)
- Blair Douglas (fisarmonica e tastiere)
- Robert MacDonald (fisarmonica)
- Richard Cherns (tastiere)
- Campbell Gunn (voce)

## Discografia

### Album studio
- Play Gaelic (1978)
- Highland Connection (1979)
- Recovery (1981)
- Heartland (1985)
- The Cutter and the Clan (1987)
- Searchlight (1989)
- The Big Wheel (1991)
- Amazing Things (1993)
- Mara (1995)
- Beat the Drum (1998)
- In Search of Angels (1999)
- Celtic Glory (1999)
- The Stamping Ground (2001)
- Proterra (2003)
- Everything You See (2007)

### Raccolte
- Alba - The Best of Runrig (1992)
- The Gaelic Collection (1998)
- Scotland's Pride - Runrig's Best (1999)
- Scotland's Glory - Runrig's Ballads (2000)
- Runrig - 30 Year Journey. The Best (2005)

### Live
- Once in a Lifetime (1988)
- Transmitting Live (1994)
- Long Distance..Best of (1996)
- BBC Sessions & Long Distance (1999)
- Live at Celtic Connections (2000)
- Day of Days - Live - the 30th anniversary concert at Stirling Castle (2004)